# コンピュータゲームのタイトル一覧
コンピュータゲームのタイトル一覧（コンピュータゲームのタイトルいちらん）は、コンピュータゲームの50音順タイトル一覧である。シリーズ続編の特に多いものは、第1作の作品名またはシリーズ名に「シリーズ」と付記する。
この一覧では年齢による購入制限の無いゲーム作品を掲載する。18歳未満購入禁止のゲーム作品、及び18歳未満購入禁止のゲームからのリメイクにより年齢制限なしの版が出ている作品は「アダルトゲーム一覧」、「CEROレーティング18才以上のみ対象ソフトの一覧」、「ESRBレイティング別対象ソフト一覧・AO (18歳未満提供禁止)」に掲載する。

## あ行

### あ
- アーガス
- アース・アンド・ビヨンド
- アースライト
  - アースライト ルナ・ストライク
- アークザラッドシリーズ
  - アークザラッド
  - アークザラッドII
  - アークザラッドIII
  - アークザラッド 機神復活
  - アークザラッド 精霊の黄昏
- アークトゥルス
- アーサーとアスタロトの謎魔界村
- Urban Assault
- アーバンチャンピオン
- アームドF
- RF online
- R-TYPE
- アイギーナの予言
- アイスクライマー
- 愛戦士ニコル
- あいたくて… 〜your smiles in my heart〜
- 愛・超兄貴
- アイドルマスターシリーズ
  - THE IDOLM@STER
  - THE IDOLM@STER (Xbox 360版)
  - THE IDOLM@STER LIVE FOR YOU!
  - THE IDOLM@STER SP
  - THE IDOLM@STER Dearly Stars
  - THE IDOLM@STER 2
  - THE IDOLM@STER SHINY FESTA
  - アイドルマスター ワンフォーオール
- IPMインベーダー
- アウトトリガー
- アウトフォクシーズ
- アウトラン
- アヴァロンの鍵
- 蒼き狼と白き牝鹿シリーズ
  - 蒼き狼と白き牝鹿・ジンギスカン
- アカイイト
- 赤ちゃんはどこからくるの?
- AQUAZONE
- アクアラッシュ
- アクトレイザー
  - アクトレイザー2 沈黙への聖戦
- 悪魔城ドラキュラシリーズ
  - 悪魔城ドラキュラ
  - ドラキュラII 呪いの封印
  - 悪魔城伝説
  - 悪魔城ドラキュラX 血の輪廻
    - 悪魔城ドラキュラXX

  - 悪魔城ドラキュラX 月下の夜想曲
  - 悪魔城ドラキュラ 漆黒たる前奏曲
  - 悪魔城ドラキュラ Circle of the Moon
  - 悪魔城ドラキュラ 蒼月の十字架
  - 悪魔城ドラキュラ ギャラリー オブ ラビリンス
  - 悪魔城ドラキュラ 奪われた刻印
  - キャッスルヴァニア
  - キャッスルヴァニア 白夜の協奏曲
  - キャッスルヴァニア 暁の円舞曲
  - キャッスルヴァニア ロード オブ シャドウ
  - キャッスルヴァニア ロード オブ シャドウ2
- アサシン クリードシリーズ
- アサルト
- あすか120%* アスガルド
- アストロノーカ
- アストロロボSASA
- アップルタウン物語
- あつまれ!!メイド イン ワリオ（メイド イン ワリオ）
- アテナ
- アトランチスの謎
- アドバンスド大戦略（大戦略シリーズ）
- アトリエシリーズ
- アナザーコード 2つの記憶
- Another Century's Episode
- アナザヘヴン〜memory of those days〜
- ANUBIS ZONE OF THE ENDERS（ZONE OF THE ENDERSシリーズ）
- アフターバーナー
- アホ毛ちゃんばら
- アマランスシリーズ
- ありす・イン・サイバーランド
- アルカナハート
- アルカノイド（ブロック崩しゲーム）
- アルマナの奇跡
- アルゴスの戦士
- アルトネリコ 世界の終わりで詩い続ける少女
- アルバレアの乙女
- アルファリンクシリーズ
- アルフール小国物語
- アレサシリーズ
- アローン・イン・ザ・ダークシリーズ
- Angband
  - ZAngband
  - 変愚蛮怒
  - TOband
- UNDERTALE
- アンチャーテッドシリーズ

### い
- イー・アル・カンフー
- イースシリーズ
  - イース
    - イースエターナル
    - イースエターナルVE
    - イースI完全版
    - イース -クロニクル-
    - 新イースI -3D-
    - 新イースI -3D- 外伝

  - イースII
    - イースIIエターナル
    - イースII完全版

  - イースI・II
    - イースI・II完全版
    - イースI・IIエターナルストーリー
    - イースI&IIクロニクルズ

  - イースIII
    - WANDERERS FROM Ys
    - イースIII -ワンダラーズフロムイース-

  - イースIV
    - イースIV MASK OF THE SUN
    - イースIV The Dawn of Ys
    - イースIV MASK OF THE SUN -a new theory-
    - イース セルセタの樹海

  - イースV
    - イースV 失われた砂の都ケフィン
    - イースV エキスパート
    - イースV Lost Kefin, Kingdom of Sand

  - イースVI
    - イースVI -ナピシュテムの匣-
    - イース -ナピシュテムの匣-

  - イース7
  - イース -フェルガナの誓い-
  - イース・オリジン
  - イース・ストラテジー
- イースvs.空の軌跡 オルタナティブ・サーガ
- EAT LEAD マット・ハザードの逆襲
- 許嫁
- 斑鳩
- 戦神 -いくさがみ-
- ICO
- イシターの復活（バビロニアン・キャッスル・サーガシリーズ）
- 維新の嵐
- iS internal section
- いただきストリートシリーズ
- 1942シリーズ
  - 1942
  - 1943
  - 1943改
  - 1941
  - 19XX -THE WAR AGAINST DESTINY-
  - 1944 -The Loop Master-
- いっき
- イデアの日
- 井出洋介名人の実戦麻雀シリーズ
- 糸井重里のバス釣りNo.1シリーズ
- 頭文字D ArcadeStageシリーズ
- 犬夜叉
- Iris 〜イリス〜
- イメージファイト
- 妹ふらぐ
- In Stars and Time
- infinityシリーズ
  - Never7 -the end of infinity-
  - Ever17 -the out of infinity-
  - Remember11 -the age of infinity-
- インタールード
- インフィニット アンディスカバリー

### う
- ヴァジアルサーガ 〜愚民化戦略〜
- ヴァルキリープロファイルシリーズ
- ヴァルハラナイツシリーズ
  - ヴァルハラナイツ2
  - ヴァルハラナイツ3
  - ヴァルハラナイツ エルダールサーガ
- VANQUISH
- ヴァンテージ・マスターシリーズ
  - ヴァンテージ・マスター
  - ヴァンテージ・マスターV2
  - VM JAPAN
  - ヴァンテージマスターポータブル
- ヴァンパイア
- We Are*
- Wizap! -ウィザップ 〜暗黒の王-
- ウィザードリィシリーズ
- ウィザーズハーモニーシリーズ
- ウォッチドッグス
- ウイニングイレブンシリーズ
  - ワールドサッカーウイニングイレブン
  - Jリーグウイニングイレブン シリーズ
- ウイニングポストシリーズ
  - ウイニングポスト
  - ウイニングポスト2
  - ウイニングポスト3
  - ウイニングポスト4
  - ウイニングポスト5
  - ウイニングポスト6
  - ウイニングポスト7
- ウィニングラン
  - ドライバーズアイ
- ヴィマナ
- VIRUS
- ウィル デス・トラップII
- ウィロー
- ウェーブレースシリーズ
- うえきの法則 倒すぜロベルト十団!!
- ウエスタンガン
- ウォーザード
- 宇宙戦艦ゴモラ
- 海腹川背シリーズ
- ウルティマシリーズ
  - ウルティマオンライン
- ウルトラ警備隊 モンスターアタック
- ウルトラマンシリーズ
  - ウルトラマン 怪獣帝国の逆襲
  - ウルトラマン2 出撃科特隊
- ウルトラマン Fighting Evolutionシリーズ
- ウルトラマン倶楽部 (ゲーム)
- Wolfensteinシリーズ
- ウルフファング
- ウンジャマラミー

### え
- AIR
- エアガイツ
- エアフォースデルタ
- エアーマネジメントシリーズ
  - エアーマネジメント 大空に賭ける
    - エアーマネジメント'96

  - エアーマネジメント2 航空王をめざせ
- エアラインパイロッツ
- エアロダンシングシリーズ
  - エアロダンシング featuring Blue Impuls
  - エアロダンシング 轟隊長の秘密ディスク
  - エアロダンシング F
  - エアロダンシング F 轟つばさの初飛行
  - エアロダンシング i
  - エアロダンシング i 次回作まで待てませ〜ん
  - エアロダンシング 4 Next Generation
- えいご漬け
- 英雄伝説シリーズ
  - ドラゴンスレイヤー英雄伝説シリーズ
    - ドラゴンスレイヤー英雄伝説
      - 新英雄伝説

    - ドラゴンスレイヤー英雄伝説II
    - 英雄伝説 I・II

  - 英雄伝説 ガガーブトリロジー
    - 英雄伝説III 白き魔女
      - 英雄伝説III 白き魔女リニューアル
      - 白き魔女 -もうひとつの英雄伝説-
      - 英雄伝説III 白き魔女 -もうひとつの英雄たちの物語-
      - 新・英雄伝説III 白き魔女
      - 英雄伝説ガガーブトリロジー 白き魔女

    - 英雄伝説IV 朱紅い雫
      - 英雄伝説ガガーブトリロジー 朱紅い雫

    - 英雄伝説V 海の檻歌
      - 英雄伝説ガガーブトリロジー 海の檻歌

  - 英雄伝説VI 空の軌跡シリーズ
    - 英雄伝説 空の軌跡FC
    - 英雄伝説 空の軌跡SC
    - 英雄伝説 空の軌跡 the 3rd

  - 英雄伝説VII
    - 英雄伝説 零の軌跡
    - 英雄伝説 碧の軌跡
- エイリアンVSプレデター
- エイジ オブ エンパイア シリーズ
  - エイジ オブ エンパイア
  - エイジ オブ エンパイアII
  - エイジ オブ エンパイアIII
  - エイジ オブ ミソロジー
- エイブ・ア・ゴーゴー
- エウレカセブン TR1：NEW WAVE
- エースコンバットシリーズ
- A3
- A列車で行こうシリーズ
- エキサイトバイクシリーズ
  - エキサイトバイク
  - エキサイトバイク64
- エグゼドエグゼス
- エクセリオン
- エクステトラ
- エクソダスギルティー
- SDガンダム GGENERATION
- エストポリス伝記
- エスプガルーダ
  - エスプガルーダII
- エスプレイド
- エターナルアルカディア
- エターナルカオスNEO
- エターナルゾーン
- エターナルダークネス 〜招かれた13人〜
- エターナルメロディ
- エターナルナイツ
- ETERNAL RING
- エッガーランド
- エナジーエアフォースシリーズ
- エバークエストシリーズ
  - エバークエスト2
- Ever17 -the out of infinity-（infinityシリーズ）
- F-ZEROシリーズ
  - F-ZERO X
  - F-ZERO FOR GAMEBOY ADVANCE
  - F-ZERO GX
    - F-ZERO AX

  - F-ZERO ファルコン伝説
  - F-ZERO CLIMAX
- F1サーカス
- エフェラ アンド ジリオラ ジ・エンブレム フロム ダークネス
- Formula One
- Emmy
- エリア88
- えりかとさとるの夢冒険
- Erde 〜ネズの樹の下で〜
- エルシャダイ
- エルテイルモンスターズ
- Lの季節 〜A piece of memories〜
- エルファリア
  - エルファリアII ザ・クエスト・オブ・ザ・メルド
- エレクトロプランクトン
- エレベーターアクションシリーズ
- エレメンタル ジェレイド
- Engacho!
- エンジョイゴルフ!
- エンジェリック・コンサート
- AS〜エンジェリックセレナーデ
- エンド オブ エタニティ
  - AS DVD 生まれたばかりのLoveSong

### お
- オウガバトルサーガ
- 黄金の城
- 黄金の太陽シリーズ
- 大江戸ファイト（富士山バスターシリーズ）
- 大神
- おかえりっ!〜夕凪色の恋物語〜
- 押忍!闘え!応援団
- オズマウォーズ
- O・TO・GI 〜御伽〜
- 弟切草
- オトッキー
- 乙女はお姉さまに恋してる
- 鬼武者
- オバケのQ太郎 ワンワンパニック
- オペレーターズサイド
- おぼっちゃまくん
- 想い出にかわる君 〜Memories Off〜（Memories Offシリーズ）
- 俺の屍を越えてゆけ
- 俺の料理
- オレたちゲーセン族
- 俺達の世界わ終っている。
- 陰陽大戦記
- オーディンスフィア

## か行

### か
- カーディナル・サーガ
- カードワース
- カービィのエアライド（星のカービィシリーズ）
- GIRLSブラボー Romance15's
- ガイアマスターシリーズ
- 貝獣物語
- 怪盗スライ・クーパー
- カイの冒険（バビロニアン・キャッスル・サーガシリーズ）
- 街道バトル 〜日光・榛名・六甲・箱根〜
- カウンターストライク
- かえるの絵本 〜なくした記憶を求めて〜
- カエルの為に鐘は鳴る
- カオスシード〜風水回廊記〜
- CHAOS;HEAD
- カオス レギオン
- 学園都市ヴァラノワールシリーズ
- 格闘超人
- 影の伝説
- 影の塔
- カケフくんのジャンプ天国 スピード地獄
- 影牢 〜刻命館 真章〜（刻命館シリーズ）
- カスタムロボシリーズ
- 風のクロノア
  - 風のクロノア2〜世界が望んだ忘れもの〜
- 風の伝説ザナドゥシリーズ
  - 風の伝説ザナドゥ
  - 風の伝説ザナドゥII
- 家族計画 〜心の絆〜
- ガッチャ
- cuphead
- ガチャフォース
- 片神名〜喪われた因果律〜
- ガーディアンヒーローズ
- カトちゃんケンちゃん
- カブキロックス
- カフェ・リンドバーグ -summer season-
- かまいたちの夜
  - かまいたちの夜2 監獄島のわらべ唄
  - かまいたちの夜×3 三日月島事件の真相
- 塊魂（かたまりだましい）
- 片道勇者
- CAPCOM FIGHTING Jam
- カプセルインベーダー
- 仮面ライダーシリーズ
- 仮面ライダー倶楽部 激突ショッカーランド
- 空手道
- カラテカ
- ガリウスの迷宮
- カリーンの剣
- カルドセプトシリーズ
- カレイド・スコープシリーズ
- 餓狼伝説
- ガングリフォン
- ガングレイヴ
- 元祖西遊記スーパーモンキー大冒険
- 完全中継プロ野球グレイテストナイン
- ガンスモーク
- ガンダムネットワークオペレーション（機動戦士ガンダムシリーズ）
- ガンバスター
- カンパニー オブ ヒーローズ
- がんばれギンくん
- がんばれゴエモンシリーズ
  - がんばれゴエモン!からくり道中
  - がんばれゴエモン2
  - がんばれゴエモン〜ゆき姫救出絵巻〜
  - がんばれゴエモン2 奇天烈将軍マッギネス
  - がんばれゴエモン3 獅子重禄兵衛のからくり卍固め
  - がんばれゴエモン きらきら道中〜僕がダンサーになった理由〜
  - がんばれゴエモン〜ネオ桃山幕府のおどり〜
  - がんばれゴエモン〜でろでろ道中 オバケてんこ盛り〜
- ガンパレード・オーケストラ
- ガンフロンティアシリーズ（プロジェクトガンフロンティア）
  - ガンフロンティア
  - メタルブラック
  - ダイノレックス

### き
- 消えたプリンセス
- 機械化軍隊
- 奇々怪界
- KEYBOARDMANIA（BEMANIシリーズ）
- 機甲武装Gブレイカーシリーズ
- 機甲兵団 J-PHOENIXシリーズ
- 季節を抱きしめて
- 機装ルーガシリーズ
- GUITARFREAKS（BEMANIシリーズ）
- キミキス
- 北へ。シリーズ
- 機動新撰組 萌えよ剣
- 機動戦士ガンダムシリーズ
  - 機動戦士ガンダム 連邦vs.ジオン
  - 機動戦士Ζガンダム エゥーゴvs.ティターンズ
    - 機動戦士Ζガンダム エゥーゴvs.ティターンズDX

  - 機動戦士ガンダム ガンダムvs.Ζガンダム
  - 機動戦士ガンダム ギレンの野望
  - 機動戦士ガンダム外伝 THE BLUE DESTINY
  - 機動戦士ガンダム外伝 コロニーの落ちた地で…
  - 機動戦士ガンダム戦記 Lost War Chronicles
  - ガンダムネットワークオペレーション
  - SDガンダム GGENERATION
- きね子シリーズ
- 技脳体
- GiFTPiA
- きまぐれストロベリーカフェ
- きみのためなら死ねる
- 逆転裁判
- キャッスルエクセレント（ザ・キャッスルシリーズ）
- キャッスルクエスト
- キャッチ!タッチ!ヨッシー!
- キャプテンコマンドー
- キャプテン翼
- ギャプラス
- ギャラガ
- ギャラクシアン
  - ギャラシクアン3
- ギャラクシーウォーズ
- ギャラクシーゲーム
- ギャラクシーフォース
- ギャラリーフェイク
- GALLOP（R-TYPEシリーズ）
- 究極タイガー
- 巨人のドシンシリーズ
- キョンシーズ2
- Killer7
- GUILTY GEARシリーズ
- 銀河お嬢様伝説ユナ
- キング&バルーン
- キングオブキングス
- キングスフィールドシリーズ
- キングダム ハーツ シリーズ
  - キングダム ハーツ
  - キングダム ハーツ チェイン オブ メモリーズ
  - キングダム ハーツII
  - キングダム ハーツ 358/2 Days
  - キングダム ハーツ バース バイ スリープ
  - キングダム ハーツ コーデッド
- キン肉マンシリーズ
  - キン肉マン マッスルタッグマッチ
  - キン肉マンII世 ドリームタッグマッチ
  - キン肉マンII世 超人聖戦史
  - キン肉マン ザ☆ドリームマッチ
  - キン肉マン ジェネレーションズ

### く
- クイズアベニューシリーズ
- クイズ殿様の野望
- クイズなないろDREAMS 虹色町の奇跡
- クイズマジックアカデミー
- クインティ
- グーニーズシリーズ
  - グーニーズ
  - グーニーズ2 フラッテリー最後の挑戦
- 空想科学世界ガリバーボーイ
- Quest of D
- 久遠の絆
- くにおくんシリーズ
  - いけいけ熱血ホッケー部
  - くにおくんの時代劇だよ全員集合
  - くにおくんのドッジボールだよ全員集合!
  - くにおくんの熱血サッカーリーグ
  - ダウンタウン熱血行進曲
  - ダウンタウン熱血べーすぼーる物語
  - ダウンタウン熱血物語
  - 熱血格闘伝説
  - 熱血高校ドッジボール部
  - 熱血高校ドッジボール部サッカー編
  - 熱血硬派くにおくん
  - 熱血!すとりーとバスケット
  - びっくり熱血新記録
- クラッシュ・バンディクーシリーズ
  - クラッシュ・バンディクー5 え〜っ クラッシュとコルテックスの野望?!?
- クラッシュオブクラン
- クライムクラッカーズ
- グラディウスシリーズ
  - グラディウスII -GOFERの野望-
  - グラディウスIII -伝説から神話へ-
  - グラディウスIV -復活-
  - グラディウスV
  - グラディウス2
    - ネメシス'90改

  - ネメシス
  - グラディウス外伝
  - グラディウスNEO
    - グラディウスNEO -IMPERIAL-

  - 沙羅曼蛇シリーズ
- CLANNAD
- グランド・セフト・オートシリーズ
- グランツーリスモシリーズ
- グランディアシリーズ
- グランドチェイス
- Creatures〜生きとし生けるもの達へ
- グルーヴ地獄V
- くるくるくるりん
- クルクルランド
- ぐるみん
- クレイジー・クライマー
  - クレイジー・クライマー2
- クレイジータクシーシリーズ
- Cresteaju
- Close to 〜祈りの丘〜
- クロスエッジ
- 鋼鉄の咆哮シリーズ
- クロックタワー
- クロノ・トリガー
  - クロノ・クロス
- グロブダー
- クーロンズゲート
- グングニル -魔槍の軍神と英雄戦争-
- ぐんまのやぼう

### け
- けいさんゲーム
- ゲーム&ウオッチ
  - ボール
  - バーミン
  - ファイア
  - ポパイ
  - ミッキーマウス
  - エッグ
  - ドンキーコング
  - ドンキーコングJR.（ドンキーコング2）
  - マリオブラザーズ
  - ピンボール
  - ゼルダ
  - スーパーマリオブラザーズ
  - バルーンファイト
  - マリオジャグラー
  - ボクシング / パンチアウト!!
  - ドンキーコング3
- ゲームで発見!!たまごっち
- ゲーム天国
- ゲームボーイギャラリー
- ゲイングランド
- 激突ペナントレース
- 激闘!海戦史シリーズ
  - 激闘!ソロモン海戦史
  - 激闘!欧州海戦史
  - 激闘!ソロモン海戦史DX
  - 激闘!八八艦隊海戦史DX
- ゲゲゲの鬼太郎 妖怪大魔境
- ケツイ〜絆地獄たち〜
- 月華の剣士
- けっきょく南極大冒険
- 決戦シリーズ
- ゲッタウェイ
- 月風魔伝
- ゲバラ
- ケルナグール
- ケロケロキングシリーズ
- 剣豪シリーズ
- 研修医 天堂独太
- GENJI
- 原人シリーズ
  - PC原人シリーズ
    - PC原人
    - PC原人2
    - PC原人3

  - FC原人
  - GB原人シリーズ
    - GB原人
    - GB原人ランド ビバ!ちっくん王国
    - GB原人2

  - 超（スーパー）原人シリーズ
    - 超原人
    - 超原人2

  - 電人シリーズ
    - PC電人
    - CD電人 ロカビリー天国
- 幻想水滸伝シリーズ
  - 幻想水滸伝
  - 幻想水滸伝II
  - 幻想水滸外伝Vol.1 ハルモニアの剣士
  - 幻想水滸外伝Vol.2 クリスタルバレーの決闘
  - 幻想水滸伝カードストーリーズ
  - 幻想水滸伝III
  - 幻想水滸伝IV
  - Rhapsodia
  - 幻想水滸伝V
  - 幻想水滸伝I&II
  - 幻想水滸伝ティアクライス
- 幻創遊記
- 源平討魔伝
- 絢爛舞踏祭
- 喧嘩番長
- 幻魔大戦

### こ
- 攻殻機動隊 STAND ALONE COMPLEX (ゲーム)
- 高気圧ボーイ
- 高機動幻想ガンパレード・マーチ
- 光線銃シリーズ
  - ワイルドガンマン
  - ダックハント
  - ホーガンズアレイ
- 高速機動隊 〜World Super Police〜
- 豪血寺一族
- 甲虫王者ムシキング
- Ghost Reconシリーズ
  - ゴーストリコン
  - ゴーストリコン デザートシージ
  - ゴーストリコン アイランドサンダー
  - ゴーストリコン ジャングルストーム
  - ゴーストリコン2
  - ゴーストリコン アドバンスウォーファイター
- コード・エイジ コマンダーズ
- Goat Simulator
- コール オブ デューティシリーズ
- ゴールデンアックス
- コクーン
- 刻命館
  - 影牢 〜刻命館 真章〜
  - 蒼魔灯
- ココナワールド
- コズミックウォーズ
- コスミックモンスター
- コスモウォーリアー零
- コスモポリス ギャリバン
- コスモポリス ギャリバンII
- ゴッドイーター
- コットンシリーズ
- ことばのパズル もじぴったん
- コナミアンティークスMSXコレクション
- コナミワイワイワールド
  - ワイワイワールド2 SOS!!パセリ城
- 子猫物語
- この晴れた空の下で
- コマンドス（COMMANDOS）シリーズ
  - コマンドス：特殊工作大作戦（COMMANDOS:Behind Enemy Lines）
  - コマンドスネクスト：続・特殊工作大作戦（COMMANDOS:Beyond the Call of Duty）
  - コマンドススペシャルパック アイドスプレミアムパック（2）
  - コマンドス2（COMMANDOS2:Men of Courage）
  - コマンドス3：デスティネーション ベルリン（COMMANDOS3:Destination Berlin）
- COMSIGHT
- コラムス
- Colin Mcrae Rallyシリーズ
- ゴールデンアイ 007
- ゴールデンアイ ダーク・エージェント
- ゴルフ
- コロッサル・ケーブ・アドベンチャー
- コロリンパシリーズ
  - コロリンパ2 アンソニーと金色ひまわりのタネ
- コンピュータースペース

## さ行

### さ
- サーカス
- サーカスチャーリー
- サークシリーズ
  - サーク
  - サークII
  - サークIII
  - Xak - ガゼルの塔 -
  - フレイ
- サイキックシティ
- サイキックフォースシリーズ
- サイコワールド
- サイドアーム
- サイバーボッツ
- サイフォンフィルター
- サイレントスコープ
- サイレントヒルシリーズ
- サガシリーズ
- ザ・キャッスルシリーズ
  - キャッスルエクセレント
- ザ・キング・オブ・ファイターズ
- 桜坂消防隊
- サクラ大戦シリーズ
- ザ・グレイト・ラグタイムショー
- THE 功夫
- ザ・コンビニ
- ザ・スーパー忍
- ザ・シムズ（シムシリーズ）
- THE 地球防衛軍
  - THE 地球防衛軍2
- サッカー
- サッカーライフ
- ザッツキューティ（That's QT）
- 里見の謎
- ザ・ナイトメア・オブ・ドルアーガ 不思議のダンジョン（バビロニアン・キャッスル・サーガシリーズ）
- ザナドゥシリーズ
  - ザナドゥ・ネクスト
- ザ・ハウス・オブ・ザ・デッドシリーズ
- ザ・ファミレス
- ザ・ブラックオニキス
  - ザ・ファイヤークリスタル
- ザ・ブルークリスタルロッド（バビロニアン・キャッスル・サーガシリーズ）
- ザ・ランブルフィッシュ
- 侍シリーズ
- サムライスピリッツ
- さめがめ
- サモンナイトシリーズ
  - サモンナイト2
  - サモンナイト3
  - サモンナイト クラフトソード物語
  - サモンナイトエクステーゼ 夜明けの翼
- 沙羅曼蛇（グラディウスシリーズ）
  - ライフフォース
  - 沙羅曼蛇2
- ザ・ランブルフィッシュ
- サルゲッチュシリーズ
- さわるメイドインワリオ（メイド イン ワリオシリーズ）
- 斬撃のREGINLEIV
- 三國志シリーズ
- 三国志大戦
- サンサーラナーガシリーズ
  - サンサーラ・ナーガ
  - サンサーラ・ナーガ2
  - サンサーラナーガ1×2
- サンダークロス
- サンダーセプター
- サンダーフォースシリーズ
- サンダーホーク(Thunderstrike)
  - サンダーホークII(Thunderstrike2)
  - サンダーストライク：オペレーションフェニックス (Thunderstrike Operation Phoenix)
- 3年B組金八先生 伝説の教壇に立て!
- サンパギータ
- さんまの名探偵

### し
- Gダライアス（ダライアスシリーズ）
- ジービー
  - ボムビー
  - キューティQ
- シーマン 〜禁断のペット
- GI TURFWILD
- シヴィライゼーションシリーズ
- Jリーグウイニングイレブン シリーズ（ウイニングイレブンシリーズ）
- ジェットコースタードリーム
- ジェットセットラジオ
- ジェネレーションオブカオスシリーズ
- ジェノサイド
- シェリフ
- The Elder Scrolls
- シェンムーシリーズ
- 式神の城シリーズ
- シスター・プリンセス
- 実況パワフルプロ野球シリーズ
  - 実況パワフルメジャーリーグ
- シティコネクション
- シティー ライフシリーズ
  - シティー ライフ
  - シティー ライフ デラックス
  - City Life 2008 Edition
- 忍道 戒
- ジパング
- シムシリーズ
  - シムシティシリーズ
  - シムアース
  - シムアント
  - シムピープル
  - ザ・シムズ
  - ザ・シムズ2
- シャイニー・シスターズ
- シャイニング・シリーズ
  - シャイニング・ティアーズ
  - シャイニング・フォース イクサ
  - シャイニング・フォース ネオ
- ジャキマチ忍者修行!!
- ジャスティス学園シリーズ
- ジャストブリード
- 邪聖剣ネクロマンサーシリーズ
  - 邪聖剣ネクロマンサー2
  - 邪聖剣ネクロマンサー NIGHTMARE REBORN
- ジャック×ダクスターシリーズ
  - ジャック×ダクスター 旧世界の遺産
  - ジャック×ダクスター2
  - Jak 3
  - Jak X: Combat Racing
  - Daxter
- シャドウゲイト
- 三味線ブラザーズ
- シャロム 魔城伝説III 完結編
- ジャングルウォーズ
- 上海
- ジャンプスーパースターズ
- 重装機兵レイノスシリーズ
  - 重装機兵ヴァルケンシリーズ
- 首都高バトルシリーズ
  - 首都高バトル0
  - 首都高バトル01
- 蒸気活劇 アドベンタム
  - 蒸気兵団
- Serial experiments lain
- ジルオール
- 白騎士物語
- 新宿の狼
- 新人類
- 新世紀勇者大戦
- 新世紀エヴァンゲリオンシリーズ
- 新世代ロボット戦記ブレイブサーガ
- 新入社員とおるくん
- シンフォニック=レイン
- 新約聖剣伝説（聖剣伝説シリーズ）
- 真・らき☆すた 萌えドリル 〜旅立ち〜

### す
- 水晶の龍
- スウィートアンジェ（アンジェリークシリーズ）
- スウィートホーム
- ZOO KEEPER
- スーパーアラビアン
- スーパースターフォース 時空暦の秘密
- スーパーゼビウス（ゼビウスシリーズ）
  - スーパーゼビウス ガンプの謎
- スーパーチャイニーズシリーズ
  - スーパーチャイニーズ2
  - スーパーチャイニーズ3
  - スーパーチャイニーズランド
  - スーパーチャイニーズランド2
  - スーパーチャイニーズランド3
  - スーパーチャイニーズワールド
  - スーパーチャイニーズワールド2
  - スーパーチャイニーズワールド3
  - スーパーチャイニーズファイター
- スーパーテトリス3
- SuperDepth
- スーパードンキーコングシリーズ
  - スーパードンキーコング2
  - スーパードンキーコング3
- スーパーパズルファイターIIX
- スーパープリンセスピーチ
- スーパーマリオブラザーズシリーズ（マリオシリーズ）
  - スーパーマリオブラザーズ2
  - スーパーマリオブラザーズ3
  - スーパーマリオワールド
  - スーパーマリオUSA
  - スーパーマリオコレクション
  - スーパーマリオブラザーズデラックス
- スーパーマリオアドバンスシリーズ
- スーパーマリオランドシリーズ
- スーパーマリオ64
- スーパーマリオサンシャイン
- スーパーマリオ ヨッシーアイランド
- スーパーマリオRPG
- スーパーマリオカート（マリオカートシリーズ）
  - マリオカート64
  - マリオカートアドバンス
  - マリオカートダブルダッシュ
  - マリオカートDS
  - マリオカートWii
  - マリオカート7
  - マリオカート8
  - マリオカート8 デラックス
  - マリオカート ツアー
  - マリオカート ワールド
- スーパーマリオメーカーシリーズ
  - スーパーマリオメーカー2
- スーパーモンキーボールシリーズ
- スーパーループス
- スーパーロボット大戦シリーズ
- スカイキッド
- スキャンダル
- スクーン
- スクランブル
- 寿司打
- 鈴木爆発
- 涼宮ハルヒの戸惑
- 涼宮ハルヒの約束
- スターオーシャンシリーズ
- スターグラディエイター
- スタークラフト
- スターコントロールシリーズ
- スタートレーダー
- スタートレック
- Star Trek: Legacy（スター・トレック:レガシー）
- スターフォース
- スターフォックスシリーズ
  - スターフォックス64
  - スターフォックスアドベンチャー
  - スターフォックス アサルト
  - スターフォックス コマンド
- スターブレード
- スターラスター
- スター・ウォーズ アタック・オン・ザ・デス・スター
- STUNTMAN (スタントマン)
- スチームボーイ
- すってはっくん
- ストライダー飛竜
- ストリートファイター
- Street Legalシリーズ
- スナッチャー
- スノボキッズ
- スパイロ・ザ・ドラゴンシリーズ
- Spasim（スパシム）
- スパルタンX
- スピードレース
- Splatoonシリーズ
  - Splatoon2
  - Splatoon3
- スペースアタック
- スペースインベーダー
- スペースウォー
- スペースウォー!
- スペースストレンジャー
- スペースチェイサー
- スペースファイター
- スペースフィーバー
- スペースハリアー
- スペースマンボウ
- Space Race
- すべてがFになる
- スペクトラルフォース クロニクル
- スペランカー
- スマッシュコートシリーズ
- スラップスティック
- スラップファイト
- スリルドライブ
- スレッドカラーズ 〜さよならの向こう側〜
- ズンズンブロック

### せ
- 聖剣サイコカリバー
- 聖剣伝説シリーズ
  - 聖剣伝説 〜ファイナルファンタジー外伝〜
    - 新約 聖剣伝説

  - 聖剣伝説2
  - 聖剣伝説3
  - 聖剣伝説4
  - 聖剣伝説 LEGEND OF MANA
  - 聖剣伝説DS CHILDREN of MANA
  - 聖剣伝説 HEROES of MANA
  - 聖剣伝説 FRIENDS of MANA
- 世界樹の迷宮
  - 世界樹の迷宮II 諸王の聖杯
- SEGA CARD-GEN MLB
- セガツーリングカーチャンピオンシップ
- セガネットワーク対戦麻雀MJ2
- セガラリーチャンピオンシップ
- せがれいじり
- セクションZ
- 絶対音感オトダマスター
- 絶体絶命都市
- ゼノギアス
- ゼノサーガシリーズ
- ゼノブレイド
- ゼビウスシリーズ
  - スーパーゼビウス
  - スーパーゼビウス ガンプの謎
  - ソルバルウ
- セプテントリオン
- セレクション 選ばれし者
- セレクションII 暗黒の封印
- ゼルダの伝説シリーズ
  - ゼルダの伝説
  - リンクの冒険
  - ゼルダの伝説 神々のトライフォース
  - ゼルダの伝説 夢をみる島
  - ゼルダの伝説 時のオカリナ
  - ゼルダの伝説 ムジュラの仮面
  - ゼルダの伝説 ふしぎの木の実
  - ゼルダの伝説 風のタクト
  - ゼルダの伝説 神々のトライフォース&4つの剣
  - ゼルダの伝説 4つの剣+
  - ゼルダの伝説 ふしぎのぼうし
  - ゼルダの伝説 トワイライトプリンセス
  - ゼルダの伝説 夢幻の砂時計
  - ゼルダの伝説 大地の汽笛
  - ゼルダの伝説 時のオカリナ 3D
  - ゼルダの伝説 スカイウォードソード
  - ゼルダの伝説 風のタクトHD
- ゼルドナーシルト
- Celeste
- 零
- ぜろぜろななこちゃんシリーズ
- 戦国伝承
  - 戦国伝承2
  - 戦国伝承2001
- 戦国の兵法者
- 旋光の輪舞
- 戦国伝承
- 戦場のヴァルキュリア
- 戦場の狼シリーズ
- センチメンタルグラフティシリーズ
  - センチメンタルジャーニー
  - センチメンタルグラフティ2
  - センチメンタルプレリュード
- 千年家族

### そ
- ゾイドインフィニティ
- ZOIDS 帝国VS共和国 メカ生体の遺伝子
- 蒼穹紅蓮隊
- 装甲騎兵ボトムズ
- 倉庫番
- ゾウディアックシリーズ
- 蒼魔灯（刻命館シリーズ）
- ソウルシリーズ
- ゾークシリーズ
- ZONE OF THE ENDERSシリーズ
- ぞくぞくヒーローズ
- ソニック・ザ・ヘッジホッグシリーズ (ソニックシリーズ)
  - ソニック・ザ・ヘッジホッグ
  - ソニック・ザ・ヘッジホッグ2
  - ソニック・ザ・ヘッジホッグCD
  - ソニック ドリフト
  - ソニック・ザ・ヘッジホッグ3
  - ソニック&ナックルズ
  - カオティクス
  - テイルスのスカイパトロール
  - テイルスアドベンチャー
  - ソニックラビリンス
  - ソニック・ザ・ファイターズ
  - Gソニック
  - ソニック ジャム
  - ソニックR
  - ソニックアドベンチャー
  - ソニックアドベンチャー インターナショナル
  - ソニック3Dブラスト
  - ソニックシャッフル
  - ソニックアドベンチャー2
  - ソニックアドバンス
  - ソニックアドバンス2
  - ソニック メガコレクション
  - ソニックアドベンチャーDX
  - ソニックバトル
  - ソニック ヒーローズ
  - ソニックアドバンス3
  - ソニック メガコレクション プラス
  - ソニック ジェムズコレクション
  - ソニック ラッシュ
  - シャドウ・ザ・ヘッジホッグ
  - ソニックライダーズ
  - ソニック・ザ・ヘッジホッグ
  - ソニックと秘密のリング
  - ソニック ラッシュ アドベンチャー
  - ソニックライダーズ シューティングスターストーリー
  - ソニックワールドアドベンチャー
  - ソニックと暗黒の騎士
  - ソニック カラーズ
  - ソニック ジェネレーションズ
  - ソニック ロストワールド
  - ソニックマニア
  - ソニック フォース
  - チームソニックレーシング
- ソーサリアン
- ソードアンドソーサリー
- ソードワールドSFC
- ソリッドランナー
- ソルジャーシリーズ
  - スターソルジャー
  - スーパースターソルジャー
  - ファイナルソルジャー
  - スターパロジャー
  - ソルジャーブレイド
  - スターソルジャー バニシングアース
  - スターソルジャーR
- ソルバルウ（ゼビウスシリーズ）
- ソル・モナージュ
- ソロモンの鍵シリーズ
- ソンソン
- ゾンビヴァイタル 〜迷宮の経営者〜
- ゾンビハンター

## た行

### た
- ダーウィン4078
- ダークエイジオブキャメロット
- ダークキングダム
- ダーククラウド
  - ダーククロニクル
- ダートトラックレーシング
- ダービースタリオンシリーズ
- ターボアウトラン（アウトランシリーズ）
- タイガーヘリ
- 大合奏!バンドブラザーズ
- タイクーンシリーズ
- 大航海時代シリーズ
  - 大航海時代Online
- 太閤立志伝シリーズ
- 太鼓の達人シリーズ
- 対戦ぱずるだま
- 大戦略シリーズ
  - アドバンスド大戦略シリーズ
  - ワールドアドバンスド大戦略 〜鋼鉄の戦風〜
- ダイナソア
  - ダイナソア 〜リザレクション〜
- 大脱走
- TAITOランディングシリーズ
  - ミッドナイトランディング
  - エアインフェルノ
  - トップランディング
  - ランディングギア
  - ランディングハイジャパン
- ダイノレックス（ガンフロンティアシリーズ）
- タイムクライシスシリーズ
  - タイムクライシス
  - タイムクライシス2
  - タイムクライシス3
  - タイムクライシス4
  - タイムクライシス プロジェクトタイタン
- タイムツイスト 歴史のかたすみで…
- タイムパイロット
- 大乱闘スマッシュブラザーズシリーズ
  - ニンテンドウオールスター!大乱闘スマッシュブラザーズ
  - 大乱闘スマッシュブラザーズDX
  - 大乱闘スマッシュブラザーズX
  - 大乱闘スマッシュブラザーズ for Nintendo 3DS / Wii U
  - 大乱闘スマッシュブラザーズSPECIAL
- ダウンタウン熱血行進曲（くにおくんシリーズ）
- ダウンタウン熱血物語（くにおくんシリーズ）
- 高橋名人の冒険島シリーズ
  - 冒険島シリーズ
    - 高橋名人の冒険島
    - 高橋名人の冒険島II
    - 高橋名人の冒険島III
    - 高橋名人の冒険島IV

  - 大冒険島シリーズ
    - 高橋名人の大冒険島
    - 高橋名人の大冒険島II

  - 高橋名人の新冒険島
  - 高橋名人の冒険島Wii
  - 高橋名人のBUGってハニー
- D.C.P.S. 〜ダ・カーポ〜 プラスシチュエーション
- D.C. Four Seasons 〜ダ・カーポ〜 フォーシーズンズ
- たけしの戦国風雲児
- たけしの挑戦状
- 武田信玄
- 田代まさしのプリンセスがいっぱい
- 闘いの挽歌
- 達人
- 達人王
- W〜ウィッシュ〜
- ダブルキャスト
- ダブルドラゴンシリーズ
- ダライアスシリーズ
  - ダライアスII
  - ダライアス外伝
  - Gダライアス
- だれでもアソビ大全
- ダンジョン
- ダンジョンエクスプローラーシリーズ
  - ダンジョンエクスプローラーII
  - クリスタルビーンズ フロム ダンジョンエクスプローラー
  - ダンジョンエクスプローラー 〜盟約の扉〜
  - ダンジョンエクスプローラー 〜邪神の領域〜
- ダンジョンキッド
- ダンジョンマスターシリーズ
- ダンジョンキーパーシリーズ
- Dance Dance Revolution（BEMANIシリーズ）
- Dance Maniaxシリーズ
- 探偵・癸生川凌介事件譚
- 探偵 神宮寺三郎シリーズ
- TANTRA

### ち
- チェルノブ
- チキン・リトル
- OXO（チクタクツー）
- ちっちゃいエイリアン
- ちびれーる
- チャレンジャー
- チャンピオンシップロードランナー
- ちゅ〜かな雀士てんほー牌娘
- チューチューロケット!
- 超兄貴シリーズ
  - 愛・超兄貴
- 超空間ナイター プロ野球キング
- 超鋼戦紀キカイオー
- 超次元ゲイム ネプテューヌ
- 超執刀 カドゥケウス
  - カドゥケウスZ 2つの超執刀
  - カドゥケウス ニューブラッド
  - 救急救命 カドゥケウス2
- 超人学園ゴウカイザー
- 超電気ロボ バルカイザー
- 超惑星戦記 メタファイト
- ちょびっツ〜ちぃ、目覚める。〜
- チョコボスタリオン
- チョコボの不思議なダンジョンシリーズ
- チョコボレーシング 〜幻界へのロード〜
- 直感ヒトフデ
  - 通勤ヒトフデ
- チョップリフター

### つ
- ツーリスト・トロフィー
- ツイステッドメタルシリーズ
- ツインズストーリー きみにつたえたくて…
- ツインビーシリーズ
- ツヴァイ!!シリーズ
  - ツヴァイ!!
  - ツヴァイ2
    - ツヴァイ2+
- ツクールシリーズ
  - RPGツクールシリーズ
  - サウンドノベルツクール
- 罪と罰 〜地球の継承者〜

### て
- DAIVA
- DJMAX
- DS楽引辞典
- D〜欧州蜃気楼〜
- Dの食卓
- Tibia
- Dnd
- ディープダンジョン
- D1グランプリ
- ディアブロ
- ティアリングサーガ
- D→Aシリーズ
  - D→A:BLACK
  - D→A:WHITE
- ディープスキャン
- ディガンの魔石
- ディグダグシリーズ
- 帝国千戦記 - 18禁追加ディスク『千夜の夢』あり。
- ディディーコングレーシング
- 提督の決断シリーズ
- デイトナUSA
- ディノクライシス
- ディフェンダー
- ディプスファンタジア
- テイルコンチェルト
- テイルズ オブ シリーズ
- ティンクルスタースプライツ
- Deus Ex
- 月は切り裂く 〜探偵 相楽恭一郎〜
- DECA SPORTAシリーズ
  - DECA SPORTA Wiiでスポーツ"10"種目!
  - DECA SPORTA2 Wiiでスポーツ"10"種目!
  - DECA SPORTA DSでスポーツ"10"種目!
  - DECA SPORTA3 Wiiでスポーツ"10"種目!
  - DECA SPORTA FREEDOM
  - DECA SPORTA 3D SPORTS
- テグザー
- デザエモンシリーズ
- デザーテッドアイランド
- デ・ジ・キャラット ファンタジー
- デジタルモンスターシリーズ
  - デジモンワールドシリーズ
    - デジモンワールド
    - デジモンワールド2
    - デジモンワールド3 新たなる冒険の扉
    - デジモンワールドX
    - デジモンワールド デジタルカードバトル
    - デジモンワールド デジタルカードアリーナ
    - ポケットデジモンワールド
    - ポケットデジモンワールド ウインドバトルディスク
    - ポケットデジモンワールド クール&ネイチャーバトルディスク
    - デジモン (ワンダースワン版)

  - デジモンバトルクロニクル
  - デジモンパーク
  - ポケットクルモン
  - デジモンテイマーズ バトルエボリューション
- デスクリムゾンシリーズ
- デススマイルズ
  - デススマイルズII 魔界のメリークリスマス
- デゼニランド
  - デゼニワールド
- 鉄拳シリーズ
- デッド オア アライブ シリーズ
- デッドライジング
- デッドリー・ダズン パシフィック・シアター
- テトリス
  - スーパーテトリス3
  - テトリス ザ・グランドマスター
- テトリスフラッシュ
- テニス
- Tennis for Two
- テネレッツァ
- デビルメイクライシリーズ
- デビルワールド
- DEMENTO
- Demon's Souls
- デュープリズム
- デュエルセイヴァー デスティニー
- テラクレスタ
- テラクレスタII
- DELTARUNE
- テン・エイティシリーズ 
  - テン・エイティ スノーボーディング
  - テン・エイティ シルバーストーム
- 天外魔境シリーズ
  - 天外魔境 ZIRIA
  - 天外魔境II 卍MARU
  - 天外魔境 風雲カブキ伝
  - カブキ一刀涼談
  - 天外魔境 真伝
  - 天外魔境 電脳絡繰格闘伝
  - 天外魔境ZERO
  - 天外魔境 第四の黙示録
  - 天外魔境II MANJI MARU (GC/PS2)
  - オリエンタルブルー 青の天外
  - モバイル天外魔境
  - 天外魔境III NAMIDA
  - 天外魔境II MANJI MARU (DS)
  - 天外魔境 ZIRIA〜遥かなるジパング〜
  - 天外魔境 第四の黙示録 (PSP)
  - 天外魔境 JIPANG7
  - 天外魔境 for GREE
- 天空のレストラン
- 天使のプレゼント マール王国物語（マール王国の人形姫シリーズ）
- 電車でGO!シリーズ
- 転生學園シリーズ
  - 転生學園幻蒼録
  - 転生學園月光録
- 伝説のスタフィーシリーズ
  - 伝説のスタフィー
  - 伝説のスタフィー2
  - 伝説のスタフィー3
  - 伝説のスタフィー4
  - 伝説のスタフィー たいけつ!ダイール海賊団
- てんたまシリーズ
- 天地創造
- 天地の門
- 天地の門2 武双伝
- 天誅
- 天地を喰らうシリーズ
  - 天地を喰らうII 赤壁の戦い
- 電脳戦機バーチャロン

### と
- ドアドア
- トイレキッズ
- 東海道五十三次
- 東京バス案内シリーズ
- 東京魔人學園伝奇
- 闘神伝シリーズ
- どうぶつ島のチョビぐるみシリーズ
- どうぶつの森シリーズ
- 動物番長
- DOOM シリーズ
- トゥームレイダーシリーズ
- 東方Project
  - 東方靈異伝 〜 Highly Responsive to Prayers.
  - 東方封魔録 〜 the Story of Eastern Wonderland.
  - 東方夢時空 〜 Phantasmagoria of Dim.Dream.
  - 東方幻想郷 〜 Lotus Land Story.
  - 東方怪綺談 〜 Mystic Square.
  - 東方紅魔郷 〜 the Embodiment of Scarlet Devil.
  - 東方妖々夢 〜 Perfect Cherry Blossom.
  - 東方永夜抄 〜 Imperishable Night.
  - 東方萃夢想 〜 Immaterial and Missing Power.
  - 東方花映塚 〜 Phantasmagoria of Flower View.
  - 東方文花帖 〜 Shoot the Bullet.
  - 東方風神録 〜 Mountain of Faith.
  - 東方緋想天 〜 Scarlet Weather Rhapsody.
  - 東方星蓮船 〜 Undefined Fantastic Object.
  - 東方非想天則 〜 超弩級ギニョルの謎を追え
  - ダブルスポイラー 〜 東方文花帖
  - 妖精大戦争 〜 東方三月精
  - 東方神霊廟 〜 Ten Desires.
  - 東方心綺楼 〜 Hopeless Masquerade.
  - 東方輝針城 〜 Double Dealing Character.
  - 弾幕アマノジャク 〜 Impossible Spell Card.
  - 東方深秘録 〜 Urban Legend in Limbo.
  - 東方紺珠伝 〜 Legacy of Lunatic Kingdom.
  - 東方天空璋 〜 Hidden Star in Four Seasons.
  - 東方憑依華 〜 Antinomy of Common Flowers.
  - 秘封ナイトメアダイアリー 〜 Violet Detector.
- トゥルーファンタジー ライブオンライン
- トゥルー・ラブストーリーシリーズ
- どきどきポヤッチオ
- ドキドキ文芸部!
- 時の国のエルフェンリート
- 時空の旅人
- ときめきメモリアルシリーズ
- Dr.マリオ
- どこでもいっしょ
- とつげき!人間戦車シリーズ
  - とつげき!人間戦車
  - とつげき!人間戦車 ALTeR
  - とつげき!人間戦車 LIMITED OPERATIONS
- ドッチメチャ!
- とっとこハム太郎シリーズ
- .hackシリーズ
- 怒首領蜂（首領蜂シリーズ）
- 賭博黙示録カイジ
- Tomak〜Save the Earth〜Love Story
- トマトアドベンチャー
- 虎への道
- ドライバーズアイ（ウィニングランシリーズ）
- ドライバー シリーズ
  - DRIV3R
- ドラえもんシリーズ
- ドラゴンクエストシリーズ
  - ドラゴンクエスト
  - ドラゴンクエストII 悪霊の神々
  - ドラゴンクエストIII そして伝説へ…
  - ドラゴンクエストIV 導かれし者たち
  - ドラゴンクエストV 天空の花嫁
  - ドラゴンクエストVI 幻の大地
  - ドラゴンクエストVII エデンの戦士たち
  - ドラゴンクエストVIII 空と海と大地と呪われし姫君
  - ドラゴンクエストIX 星空の守り人
  - ドラゴンクエストモンスターズシリーズ
  - トルネコの大冒険シリーズ
  - スライムもりもりドラゴンクエストシリーズ
- ドラゴンクロニクル
- ドラゴンスピリットシリーズ
  - ドラゴンセイバー
- ドラゴンスレイヤーシリーズ
  - ドラゴンスレイヤー
  - ザナドゥ
  - ロマンシア
  - ドラゴンスレイヤーIV ドラスレファミリー
  - ソーサリアン
  - ドラゴンスレイヤー英雄伝説（英雄伝説シリーズ）
  - ロードモナーク
  - 風の伝説ザナドゥ
- ドラゴンハーフ
- ドラゴンバスター
- ドラゴンボールシリーズ
- ドラッグオンドラグーン
- ドラッケン
  - スーパードラッケン（DRAKKHEN II）
- drummania（BEMANIシリーズ）
- トランスフォーマー コンボイの謎
- トリオ・ザ・パンチ
- Trans' 〜僕とあたしの境界線〜
- Dream Daddy: A Dad Dating Simulator
- ドリームミックスTV ワールドファイターズ
- ドルアーガの塔（バビロニアン・キャッスル・サーガシリーズ）
- トレード&バトル カードヒーロー
- Train Simulatorシリーズ（音楽館）
  - Train Simulator Real THE 山手線
  - Train Simulator Real THE 京浜急行
  - Train Simulator 御堂筋線
  - Train Simulator+電車でGO! 東京急行編
  - Train Simulator 九州新幹線
  - Train Simulator 京成・都営浅草・京急線
- トロと休日
- トロピコシリーズ
- ドンキーコングシリーズ
  - ドンキーコング
  - ドンキーコング (ゲームボーイ)
  - ドンキーコングJR.
  - ドンキーコングJR.の算数遊び
  - ドンキーコング3
  - ドンキーコング64
  - ドンキーコンガシリーズ
  - ドンキーコングジャングルビート
- 首領蜂シリーズ
  - 怒首領蜂
  - 怒首領蜂II
  - 怒首領蜂大往生
  - 怒首領蜂大復活

## な行

### な
- ナイツ
- Knight & Baby（ナイトアンドベイビー）
- 内藤国雄将棋秘伝
- 中山美穂のトキメキハイスクール
- 謎の壁 ブロックくずし
- 謎の村雨城
- ナゾラーランドシリーズ
  - ナゾラーランドスペシャル!!「クイズ王を探せ」
- 夏色の砂時計（後に18禁移植）
- ナッツ&ミルク
- ナポレオン戦記
- ナムコミュージアム
- NAMCO x CAPCOM
- NARUTOシリーズ

### に
- ニュートピア
  - ニュートピアII
- ニュートロン
- 任侠伝 渡世人一代記
- ニンジャウォーリアーズ
- ニンジャウォーリアーズアゲイン
- NINJA GAIDEN
- 忍者くんシリーズ
  - 忍者くん阿修羅ノ章
  - 戦国忍者くん
- ニンジャコンバット
- 忍者じゃじゃ丸くん
- 忍者ハットリくん
- nintendogs
- NINTENDOパズルコレクション
- 隠忍伝説ONI2

### ぬ
- 19（ヌイーゼン）
- NuPa ぬうぱ
- ぬ〜ぼ〜
- NOON
- ぬし釣り64

### ね
- NEO AQUARIUM -甲殻王-
- ネオジオバトルコロシアム
- ネオコントラ
- ネオリュードシリーズ
- ネオロマンスシリーズ
- ネクストキング 恋の千年王国
- ネクタリス
  - ネオ・ネクタリス
  - ネクタリス (PS)
  - ネクタリスGB
- 熱血格闘伝説（くにおくんシリーズ）
- 熱血高校ドッジボール部（くにおくんシリーズ）
- 熱血高校ドッジボール部サッカー編（くにおくんシリーズ）
- 熱血硬派くにおくん（くにおくんシリーズ）
- 熱血!すとりーとバスケット
- 熱帯低気圧少女
- NetHack
- Neverwinter Nights
- ネバーワールド
- Never7 -the end of infinity-（infinityシリーズ）
- ネメシス（グラディウスシリーズ）

### の
- 脳を鍛える大人のDSトレーニングシリーズ
  - 脳を鍛える大人のNintendo Switchトレーニング
- ノゾミカナエタマエ 〜Daydream Reconstruct〜
- のののパズルちゃいリアン
- 信長の野望シリーズ

## は行

### は
- VS.シリーズ
- バーチャコップシリーズ
- バーチャストライカーシリーズ
- バーチャファイターシリーズ
- ハードドライビン
- はーとふる彼氏
- パーフェクトダーク
- ハーミィホッパーヘッド 〜スクラップパニック〜
- バーンアウト
- バイオハザードシリーズ
- バイオミラクル ぼくってウパ
- バイナリィランド
- ハイドライドシリーズ
- ハイパーオリンピックシリーズ
  - ハイパースポーツシリーズ
  - がんばれ！ニッポン!!オリンピック2000
- ハイパーゾーン
- パイロットウイングス
- バウンティソード
- パカパカパッション
- 爆弾男シリーズ
  - 三次元ボンバーマン
- 爆突機銃艇
- 爆裂無敵 バンガイオー
- 薄桜鬼 〜新選組奇譚〜
- はじまりの森
- Bust A Move
- パズルボーイ
- バズロッド 〜フィッシングファンタジー〜
- はたらくチョコボ
- はたらくヒト
- パタポン - PSP（2007年）
- パチ夫くんシリーズ
- 8番出口
- 8番のりば
- パックマンシリーズ
- ハットリス
- 初音ミク -Project DIVA-
- ハテナ?の大冒険
- バテン・カイトス 終わらない翼と失われた海
  - バテン・カイトスII 始まりの翼と神々の嗣子
- バトルエース
- バトルガレッガ
- バトルギア
- BATTLE CLIMAXX!
- バトルネットワーク ロックマンエグゼ（ロックマンエグゼシリーズ）
  - バトルネットワーク ロックマンエグゼ2
  - バトルネットワーク ロックマンエグゼ3
- バトルヒート
- バトルファンタジア
- はにいいんざすかい
- パネルでポンシリーズ
- ぱのらま島
- バハムートラグーン
- バビロニアン・キャッスル・サーガシリーズ
  - ドルアーガの塔
  - イシターの復活
  - カイの冒険
  - ザ・ブルークリスタルロッド
  - ザ・ナイトメア・オブ・ドルアーガ 不思議のダンジョン
- パフォーマン
- 羽生名人のおもしろ将棋
- バブルボブルシリーズ
  - レインボーアイランド
  - バブルシンフォニー
  - バブルメモリーズ
  - パラソルスター
- バベルの塔
- ParaParaParadise（BEMANIシリーズ）
- 破滅のマルス
- パラサイト・イヴ
- パラッパラッパー
- バラデューク
- ハリー・ポッターと賢者の石シリーズ
  - ハリー・ポッターと秘密の部屋
  - ハリー・ポッターとアズカバンの囚人
- バルーンファイト
- バルダーズ・ゲートシリーズ
- パロディウスシリーズ
  - パロディウスだ! 〜神話からお笑いへ〜
  - 極上パロディウス 〜過去の栄光を求めて〜
- パワースマッシュ
- パワーストーンシリーズ
- パワード ギア
- パワードールシリーズ
- バンゲリング ベイ
- 半熟英雄シリーズ
- バンジョーとカズーイの大冒険
- バンジョーとカズーイの大冒険2
- バンジョーパイロット
- パンツァーバンティット
- パンツァーフロントシリーズ
- パンヤシリーズ
  - スカッとゴルフ パンヤ
  - スイングゴルフ パンヤ
  - スイングゴルフ パンヤ 2ndショット!
  - ファンタジーゴルフ パンヤ PORTABLE

### ひ
- P.N.03
- BEMANIシリーズ
  - beatmania
    - beatmania IIDX
    - beatmania III

  - DanceDanceRevolutionシリーズ
  - pop'n musicシリーズ
  - GUITARFREAKS
  - drummania
  - KEYBOARDMANIA
  - マルチセッションGDK
  - ParaParaParadiseシリーズ
- ビームインベーダー
- ヒーロー戦記 プロジェクト オリュンポス
- 光神話 パルテナの鏡
- ピカチュウげんきでちゅう
- ビクトリーラン
- ピクミンシリーズ
- 不思議なピクミー
- ひぐらしのなく頃に
- ひげ丸
- ビシバシチャンプ
- 飛翔鮫
- 美少女戦士セーラームーンシリーズ
- ビジランテ
- ビストロ・きゅーぴっとシリーズ
- ビタミーナ王国物語
- びっくり熱血新記録
- ビックリマンワールド
- 必殺裏稼業
- ピットファイター
- 火の鳥 鳳凰編 我王の冒険
- ピノビィーシリーズ
  - ピノビィーの大冒険
  - ピノビィー&フィービィー
- ビューティフル ジョー
- ピンボール
- 飛龍の拳シリーズ

### ふ
- ファーストKiss☆物語
- ファーランドストーリーシリーズ
- ファイアーウーマン纏組
- ファイアーエムブレムシリーズ
  - ファイアーエムブレム 暗黒竜と光の剣
    - ファイアーエムブレム 新・暗黒竜と光の剣

  - ファイアーエムブレム外伝
  - ファイアーエムブレム 紋章の謎
  - ファイアーエムブレム 聖戦の系譜
  - ファイアーエムブレム トラキア776
  - ファイアーエムブレム 封印の剣
  - ファイアーエムブレム 烈火の剣
  - ファイアーエムブレム 聖魔の光石
  - ファイアーエムブレム 蒼炎の軌跡
  - ファイアーエムブレム 暁の女神
  - BSファイアーエムブレム アカネイア戦記編
- ファイア・デパートメントシリーズ
  - ファイア・デパートメント
  - ファイアーキャプテン 〜ファイアーデパートメント2〜
  - ファイアーキャプテン2 〜緊急!!消防最前線24時〜
- ファイターズヒストリー
- Φなる・あぷろーち
- ファイナルファイト
- ファイナルファンタジーシリーズ
  - ファイナルファンタジー
  - ファイナルファンタジーII
  - ファイナルファンタジーIII
  - ファイナルファンタジーIV
  - ファイナルファンタジーV
  - ファイナルファンタジーVI
  - ファイナルファンタジーVII
  - ファイナルファンタジーVIII
  - ファイナルファンタジーIX
  - ファイナルファンタジーX
  - ファイナルファンタジーXI
  - ファイナルファンタジーXII
  - ファイナルファンタジーXIII
  - ファイナルファンタジーXIV
- ファイナルラップ
- ファイプロ・リターンズ
- ファイヤープロレスリング
- ファインダーラブシリーズ
- ファミコンウォーズ
- ファミコングランプリ F1レース
  - ファミコングランプリII 3Dホットラリー
- ファミコンジャンプ 英雄列伝
- ファミコン探偵倶楽部シリーズ
  - ファミコン探偵倶楽部 消えた後継者
  - ファミコン探偵倶楽部PartII うしろに立つ少女
- ふぁみこんむかし話シリーズ
  - ふぁみこんむかし話 新・鬼ヶ島
  - ふぁみこんむかし話 遊遊記
- ファミリージョッキー
- ファミリートレーナーシリーズ
  - ファミリートレーナー アスレチックワールド
  - ファミリートレーナー 突撃!風雲たけし城
- ファミリーマージャン
- Falcon 4.0
- ファンタジーゾーン
- ファンタシースターシリーズ
- ファンタスティックフォーチュン
- ファンタズム
- ファントムダスト
- ファントム・ブレイブ
- VM JAPAN
- フィールドゴール
- 風雲 新撰組
- 風雲スーパータッグバトル
- 風雲 幕末伝
- プーヤン
- 風来のシレン
- プール・オブ・レイディアンス
- FAIRY TAILシリーズ
- フォーチュンサモナーズ 〜アルチェの精霊石〜
- Formula Oneシリーズ
- フォーメーションZ
- フォー シンフォニー 〜ウィズ オール ワンズ ハート〜
- Fallout 3
- Fallout 4
- フォゾン
- 福福の島
- ふしぎの国のアンジェリーク（アンジェリークシリーズ）
- ふしぎ遊戯 玄武開伝 外伝 鏡の巫女
- 富士山バスターシリーズ
  - 大江戸ファイト
- ブシドーブレード
- 双恋
- ぶたさん
- ぷよぷよシリーズ
- プライベート・アイ・ドル
- プライベートナース〜まりあ〜
- ブラザー イン アームズ
  - ブラザー イン アームズ ロード トゥ ヒル サーティー
  - ブラザー イン アームズ 名誉の代償
- プラスアルファ
- ブラストドーザー
- プラズマライン
- ブラックマトリクスシリーズ
- ブラッディロアシリーズ
- BLOOD THE LAST VAMPIRE
- フラッピー
- planetarian 〜ちいさなほしのゆめ〜
- プラネット・ジョーカー
- ブランディッシュシリーズ
  - ブランディッシュ
    - ブランディッシュ 〜ダークレヴナント〜

  - ブランディッシュ2
  - ブランディッシュ3
  - ブランディッシュVT
    - ブランディッシュ4 眠れる神の塔
- 武力 〜BURIKI ONE〜
- BLEACHシリーズ
- プリクラ大作戦
- プリニー 〜オレが主人公でイイんスか?〜
- プリンセスクラウン
- プリンセスメーカー
- ブルーブレイカー 〜剣よりも微笑みを〜
  - ブルーブレイカー 〜笑顔の約束〜
- b.l.u.e. Legend of water
- フレイ
- ブレイジング ソウルズ
- ブレイクアウト
- BLADESTORM 百年戦争
- ブレイブサーガ2
- BLAZBLUE
- ブレス オブ ファイアシリーズ
  - ブレス オブ ファイア 竜の戦士
  - ブレス オブ ファイアII 使命の子
  - ブレス オブ ファイアIII
  - ブレス オブ ファイアIV うつろわざるもの
  - ブレス オブ ファイアV ドラゴンクォーター
- プロサッカークラブをつくろう!
- ブロックくずし（ブレイクアウト）
- ブロッケード
- プロ野球?殺人事件!
- プロ野球スピリッツシリーズ
  - プロ野球スピリッツ2
  - プロ野球スピリッツ3
  - プロ野球スピリッツ4
  - プロ野球スピリッツ5
  - プロ野球スピリッツ5完全版
  - プロ野球スピリッツ6
- プロ野球チームをつくろう!
- プロ野球ファミリースタジアム
- フロントミッションシリーズ

### へ
- ベアナックルシリーズ
- ベアルファレス
- 平安京エイリアン
- ベイグラントストーリー
- ベースボール
- BASEBALL HEROES
- ペーパーマリオRPG（マリオシリーズ）
- ヘクター'87
- BECK the game
- ヘッドオン
- Pedit5
- Papers, Please
- ヘビーメタルサンダー
- Heavenly Sword 〜ヘブンリーソード〜
- ベヨネッタ
- ヘラクレスの栄光シリーズ
- ヘリックスフィアエフェクト
- ヘルファイヤー
- ペルソナシリーズ
- ペンゴ
- べんべろべえ
- HALO

### ほ
- ポイボス
- ホームランド
- ポールポジション
- 暴走ビューエクスプレス
- 宝魔ハンターライム
- 牧場物語シリーズ
- 北斗の拳
- ボクと魔王
- ぼくのなつやすみ
  - ぼくのなつやすみ2 海の冒険篇
- ボクらの太陽
- ポケいぬ
- ポケットファイター
- ポケットモンスターシリーズ
  - ポケットモンスター 赤・緑・青・ピカチュウ
  - ポケットモンスター 金・銀・クリスタル
  - ポケットモンスター ルビー・サファイア・エメラルド
  - ポケットモンスター ファイアレッド・リーフグリーン
  - ポケットモンスター ダイヤモンド・パール・プラチナ
  - ポケットモンスター ハートゴールド・ソウルシルバー
  - ポケモンスタジアム
  - ポケモンスタジアム2
  - ポケモンスタジアム金銀
  - ポケモンボックス ルビー&サファイア
  - ポケモンコロシアム
  - ポケモンXD 闇の旋風ダーク・ルギア
  - ポケモンバトルレボリューション
  - ピカチュウげんきでちゅう
  - ポケモンスナップ
  - ポケモンチャンネル
  - ポケモンダッシュ
  - ポケモン不思議のダンジョン 青の救助隊・赤の救助隊
  - ポケモン不思議のダンジョン 時の探検隊・闇の探検隊
  - ポケモンレンジャー
- ボコスカウォーズ
- 星のカービィシリーズ
  - 星のカービィ
  - 星のカービィ 夢の泉の物語
  - 星のカービィ2
  - カービィボウル
  - カービィのきらきらきっず
  - カービィのピンボール
  - 星のカービィ スーパーデラックス
  - 星のカービィ3
  - 星のカービィ64
  - コロコロカービィ
  - 星のカービィ 夢の泉デラックス
  - 星のカービィ 鏡の大迷宮
  - カービィのエアライド
  - タッチ!カービィ
  - 星のカービィ 参上!ドロッチェ団
  - 星のカービィ ウルトラスーパーデラックス
- 星をみるひと
- ボスコニアン
- ポスタル
- 北海道連鎖殺人 オホーツクに消ゆ
- ホッターマンの地底探検
- ぽっぷるメイル
- pop'n music（BEMANIシリーズ）
  - pop'n stage
- ポートピア連続殺人事件
- ポパイ
  - ポパイの英語遊び
- ポピュラス
- ボボボーボ・ボーボボシリーズ
- ポポロクロイス物語シリーズ
  - ポポロクロイス物語
  - ポポローグ
  - ポポロクロイス物語II
  - ポポロクロイス はじまりの冒険
  - ポポロクロイス 月の掟の冒険
  - ポポロクロイス物語 ピエトロ王子の冒険
- ポリスノーツ
- ポン
- 香港97
- ボンバザル
- ボンバーマンシリーズ
  - ボンバーマン (ファミリーコンピュータ)
  - ボンバーキング
  - ボンバーボーイ
  - ボンバーマン (PCエンジン)
  - ボンバーマンII
  - ボンバーマン'93
  - ボンバーマン'94
  - スーパーボンバーマンシリーズ
    - スーパーボンバーマン2
    - スーパーボンバーマン ぱにっくボンバーW
    - スーパーボンバーマン3
    - スーパーボンバーマン4
    - スーパーボンバーマン5

  - ボンバーマンGBシリーズ
    - ボンバーマンGB2
    - ボンバーマンGB3

  - ぱにっくボンバーシリーズ
    - ボンバーマン ぱにっくボンバー (PCエンジン)
    - スーパーボンバーマン ぱにっくボンバーW
    - とびだせ!ぱにボン
    - ボンバーマン ぱにっくボンバー (PlayStation Portable)

  - サターンボンバーマン
  - ボンバーマンコレクション
  - サターンボンバーマン XBAND
  - ボンバーマンビーダマン
  - ネオ・ボンバーマン
  - 爆ボンバーマンシリーズ
    - 爆ボンバーマン2

  - サターンボンバーマンファイト!!
  - ポケットボンバーマン
  - ボンバーマンワールド
  - ボンバーマンウォーズ
  - ボンバーマンヒーロー ミリアン王女を救え!
  - ボンバーマン ファンタジーレース
  - ボンバーマン (PlayStation)
  - ボンバーマンクエスト
  - ボンバーマンMAXシリーズ
    - ボンバーマンMAX2

  - ボンバーマンランドシリーズ
    - ボンバーマンカート
    - ボンバーマンランド2 ゲーム史上最大のテーマパーク
    - ボンバーマンランドシリーズ ボンバーマンカートDX
    - ボンバーマンバトルズ
    - ボンバーマンランド3
    - Touch!ボンバーマンランド
    - ボンバーマンランド Wii
    - ボンバーマンランドポータブル
    - タッチ!ボンバーマンランド スターボンバーのミラクル★ワールド

  - ボンバーマンストーリー
  - ボンバーマン64
  - ボンバーマンジェネレーション
  - ボンバーマンジェッターズシリーズ（テレビアニメ『ボンバーマンジェッターズ』を題材としたゲーム）
    - ボンバーマンジェッターズ〜伝説のボンバーマン〜
    - ボンバーマンジェッターズ
    - ボンバーマンジェッターズゲームコレクション

  - ネットでボンバーマン
  - ボンバーマン (ニンテンドーDS)
  - ハドソンベストコレクションVOL.1 ボンバーマンコレクション
  - ボンバーマンポータブル
  - BOMBERMAN Act:Zero
  - ボンバーマンストーリーDS
  - ボンバーマン ライブ
    - ボンバーマンウルトラ
    - Bomberman LIVE: Battlefest

  - ボンバーマン (Wii)
    - Wi-Fi8人バトル ボンバーマン

  - カスタムバトラー ボンバーマン
    - いつでもボンバーマン

  - スーパーボンバーマン R

## ま行

### ま
- MARTIAL BEAT
- マーセナリーズ
- 麻雀（ファミリーコンピュータ）
- 麻雀格闘倶楽部
- マール王国の人形姫シリーズ
  - リトルプリンセス マール王国の人形姫2
  - 天使のプレゼント マール王国物語
  - マールじゃん!!
- Myself ; Yourself
- マイティボンジャック
- マイト・アンド・マジックシリーズ
  - ヒーローズ・オブ・マイト・アンド・マジックシリーズ
- マイネリーベシリーズ
  - 耽美夢想マイネリーベ
    - 耽美夢想マイネリーベ
    - マイネリーベ 〜優美なる記憶〜

  - マイネリーベII 〜誇りと正義と愛〜
- マイホームドリームシリーズ
- My Merry May
  - My Merry Maybe
- Minecraft
- 魔界村シリーズ
- 魔界戦記ディスガイアシリーズ
  - 魔界戦記ディスガイア
    - 魔界戦記ディスガイアPORTABLE
    - 魔界戦記ディスガイアPORTABLE 通信対戦はじめました。
    - 魔界戦記ディスガイア 魔界の王子と赤い月

  - 魔界戦記ディスガイア2
  - 魔界戦記ディスガイア3
- マグナカルタ
- マグマックス
- マクロスシリーズ
- 摩訶摩訶
- 負けるな!魔剣道
- MOTHERシリーズ
  - MOTHER
  - MOTHER2 ギーグの逆襲
  - MOTHER1+2
  - MOTHER3
- まじかる☆タルるートくんシリーズ
- マジカルチェイス
- マジカルドロップシリーズ
- マジカルバケーション
- マジカルバケーション 5つの星がならぶとき
- マジックソード
- 魔女っ子大作戦
  - 輪舞-ロンド-
- 魔女ボーグ メグリロ
- 魔晶伝紀ラ・ヴァルー
- 魔法騎士レイアースシリーズ
- 魔法大作戦シリーズ
  - 魔法大作戦
  - 疾風魔法大作戦
  - グレート魔法大作戦
- 魔装機神シリーズ
- 街 〜運命の交差点〜
- マックスペイン
- マッドストーカー
- マッハライダー
- マッピーシリーズ
- 松本亨の株式必勝学
- 魔導物語シリーズ
- マドゥーラの翼
- マビノギ
- マビノ×スタイル
- 魔法の天使クリィミーマミ 二つの世界の物語
- 魔法先生ネギま!シリーズ
  - 魔法先生ネギま!プライベートレッスン ダメですぅ図書館島
  - 魔法先生ネギま!1時間目 お子ちゃま先生は魔法使い!
  - 魔法先生ネギま!2時間目 戦う乙女たち!麻帆良大運動会SP!
- 魔法大作戦シリーズ
- マリオシリーズ（タイトルにマリオがついている任天堂のゲーム）
  - マリオブラザーズ
  - スーパーマリオブラザーズシリーズ
  - スーパーマリオランドシリーズ
  - スーパーマリオアドバンスシリーズ
  - スーパーマリオ ヨッシーアイランド
  - スーパーマリオ64
  - スーパーマリオサンシャイン
  - マリオvs.ドンキーコング
  - スーパーマリオRPG
  - マリオストーリー
  - マリオ&ルイージRPG
  - マリオ&ルイージRPG2
  - マリオ&ルイージRPG3!!!
  - ペーパーマリオRPG
  - マリオカートシリーズ
  - マリオテニスシリーズ
  - マリオゴルフシリーズ
  - マリオパーティシリーズ
  - マリオクラッシュ
  - マリオペイント
  - Dr.マリオ
  - マリオのピクロスシリーズ
  - マリオアーティストシリーズ
  - スーパーマリオボール
- マルチセッションGDK（BEMANIシリーズ）
- まわるメイドインワリオ（メイド イン ワリオシリーズ）

### み
- ミサイルコマンド
- ミザーナ・フォールズ
- 水木しげるの妖怪図鑑
- MYST
- ミスタードリラーシリーズ
- Mr.インクレディブル
- ミステリアスハウス
- ミステリーハウス
- ミステリーハウス2
- ミッキーのマジカルアドベンチャー
- ミッキーマウス 不思議の国の大冒険
- ミックスヴェリス
- Missing Blue
- みつめてナイトシリーズ
- 水戸黄門
- みならい魔法使いフワルの冒険
- ミネルバトンサーガ ラゴンの復活
- MU -奇蹟の大地-
- Milky Season
- 未来少年コナン
- ミロンのシリーズ
  - 迷宮組曲 ミロンの大冒険
  - ドレミファンタジー ～ミロンのドキドキ大冒険～
  - ミロンのほしぞらしゃぼん パズル組曲
- みんなdeクエスト
- みんなのGOLFシリーズ
- みんなのテニス

### む
- moon
- ムーンパトロール
- 六三四の剣
- ムサピィのチョコマーカー
- 虫姫さま
  - 虫姫さま ふたり
- 無双シリーズ

### め
- Maze War
- メイド イン ワリオ
  - あつまれ!!メイド イン ワリオ
  - まわるメイドインワリオ
  - さわるメイドインワリオ
  - おどる メイド イン ワリオ
  - うつすメイドインワリオ
  - メイドイン俺
  - ゲーム&ワリオ
  - メイド イン ワリオ ゴージャス
  - おすそわける メイド イン ワリオ
  - 超おどる メイド イン ワリオ
- メイプルストーリー
- 女神転生シリーズ
- めざせパチプロ!パチ夫くんシリーズ
- メジャーハボック
- メダル・オブ・オナーシリーズ
- メタルギアシリーズ
- メタルスラッグ
- メタルブラック（ガンフロンティアシリーズ）
- メタルホーク
- メタルマックスシリーズ
- メダロット
- メディーバル ローズ 〜中世都市建国〜
- メテオス
- メトロイドシリーズ
- メトロクロス
- メビウスリンクシリーズ
- Memories Offシリーズ
  - Memories Off 2nd
  - Memories Off Duet
  - 想い出にかわる君 〜Memories Off〜
  - Memories Off 〜それから〜
  - Memories Off After Rain
  - メモオフみっくす
  - Memories Off #5 とぎれたフィルム
  - Memories Off 〜それから again〜
- メルクリウスプリティ
- メルセデス・ベンツ ワールドレーシング
- メルティランサーシリーズ
- メルヘヴン ARM FIGHT DREAM
- メルヘンヴェール
- メロディーパート3

### も
- 魍魎戦記MADARA
- 燃えろ!!プロ野球シリーズ
- モータートゥーングランプリ
- モータルコンバット
- モナコGP
- 桃太郎シリーズ
  - 桃太郎伝説シリーズ
    - 桃太郎伝説
    - 桃太郎伝説ターボ
    - 桃太郎伝説II
    - 桃太郎伝説外伝
    - 新桃太郎伝説
    - 桃太郎伝説(PS)
    - 桃太郎伝説1→2
    - 桃太郎まつり
    - 桃太郎まつり 石川六右衛門の巻
    - 桃太郎伝説モバイル

  - 桃太郎電鉄シリーズ
    - 桃太郎電鉄
    - スーパー桃太郎電鉄
    - スーパー桃太郎電鉄II
    - スーパー桃太郎電鉄III
    - スーパー桃太郎電鉄DX
    - 桃太郎電鉄HAPPY
    - 桃太郎電鉄7
    - 桃太郎電鉄jr. 〜全国ラーメンめぐりの巻〜
    - 桃太郎電鉄V
    - 桃太郎電鉄X 〜九州編もあるばい〜
    - 桃太郎電鉄11 ブラックボンビー出現!の巻
    - 桃太郎電鉄12 西日本編もありまっせー!
    - 桃太郎電鉄USA
    - 桃太郎電鉄G ゴールド・デッキを作れ!
    - 桃太郎電鉄15 五大ボンビー登場!の巻
    - 桃太郎電鉄16 北海道大移動の巻!
    - 桃太郎電鉄DS TOKYO&JAPAN
    - 桃太郎電鉄20周年
    - 桃太郎電鉄2010 戦国・維新のヒーロー大集合!の巻
    - 桃太郎電鉄タッグマッチ 友情・努力・勝利の巻!
    - 桃太郎電鉄WORLD
    - 桃太郎電鉄2017 たちあがれ日本!!

  - 桃太郎活劇
  - 桃太郎電劇
  - 桃太郎電劇2
  - 桃太郎道中記
- 森田のバトルフィールド
- モンスターハンターシリーズ
- モンスターファームシリーズ
  - モンスターファーム（PS）
  - モンスターファーム2
  - モンスターファーム（PS2）
  - モンスターファーム4
  - モンスターファーム5 サーカスキャラバン
  - モンスターファームアドバンス
  - モンスターファームアドバンス2
  - かいて しゃべって はじめよう！モンスターファームDS
  - モンスターファームバトルカードGB
  - モンスタファームバトルカード
  - モンスターファームジャンプ
- モンスターメーカー
- モバイルウォーズ

## や行

### や
- 野球格闘リーグマン
- やるドラシリーズ
  - ダブルキャスト
  - 季節を抱きしめて
  - サンパギータ
  - 雪割りの花
  - スキャンダル
  - BLOOD THE LAST VAMPIRE
- やわらかあたま塾
- ヤンデレシミュレーター

### ゆ
- 悠久幻想曲シリーズ
- 有罪×無罪
- UFO -A day in the life-
- 遊遊記（ふぁみこんむかし話シリーズ）
- 幽☆遊☆白書シリーズ
- 幽☆遊☆白書FOREVER
- ユーラシアエクスプレス殺人事件
- 雪割りの花
- ゆけゆけ!!トラブルメーカーズ
- ゆみみみっくす
- 夢工場ドキドキパニック
- 夢のつばさ
- 夢ペンギン物語
- ゆめりあ
- 遊々人生

### よ
- 妖怪探偵ちまちま
- 妖怪道中記
- 妖怪ウォッチシリーズ
- 幼稚園戦記まだら
- 与作
- 義経紀
- ヨッシーストーリー
- ヨッシーのクッキー
- ヨッシーのたまご
- ヨッシーの万有引力
- よるのないくに

## ら行

### ら
- ライズ オブ ネイション 〜民族の興亡〜
- ライク・ライフ アン・アワー
- 雷電シリーズ
  - 雷電II
  - 雷電DX
  - 雷電III
  - 雷電IV
    - ライデンファイターズシリーズ
      - ライデンファイターズ2
      - ライデンファイターズJET
- ライトニングレジェンド
- ライブ・ア・ライブ
- ライフフォース（沙羅曼蛇シリーズ）
- らき☆すた 萌えドリル
- らき☆すた 〜陵桜学園 桜藤祭〜
- ラクガキ王国
- ラグナロクオンライン
- ラグランジュポイント
- ラジアータ ストーリーズ
- ラストストーリー
- ラストブロンクス
- ラチェット&クランク
- ラ・ピュセル 光の聖女伝説
- らぶドル 〜Lovely Idol〜
- ラプソディア
- ラプラスの魔
- ラリーX
- ラングリッサーシリーズ
  - ラングリッサーIII
- ランペルール

### り
- リアルサウンド 〜風のリグレット〜
- League Bowling
- リヴリーアイランド
- リズム天国
  - リズム天国ゴールド
- Return to ZORK（ゾークシリーズ）
- Richard Burns Rally
- リッジレーサーシリーズ
  - レイヴレーサー
  - レイジレーサー
- リトル・ウィッチ パルフェシリーズ
  - リトル・ウィッチ パルフェ 〜黒猫印の魔法屋さん〜
  - リトル・ウィッチ レネット 〜スワンの涙ラプソディ〜
  - お花畑のフローレ
  - ハートフルメモリーズ 〜Little Witch Parfait 2〜
  - ココットのどきどきQUIZ大作戦
- リトルプリンセス マール王国の人形姫2（マール王国の人形姫シリーズ）
- リネージュシリーズ
  - リネージュII
- リバース ムーン
- リプルのたまご
- リブルラブル
- リム ランナーズ
- Remember11 -the age of infinity-（infinityシリーズ）
- 龍が如く
- 龍虎の拳
- リラックマ 〜おじゃましてます2週間〜
- RING of RED
- リンダキューブ

### る
- ルイージマンション
- ルート16ターボ
- ルーンワースシリーズ
- ルセッティア 〜アイテム屋さんのはじめ方〜
- ルドラの秘宝
- LUNARシリーズ
- ルナーボール
- ルナティックドーン
- るろうに剣心シリーズ
- ループシーケンサー ミュージックジェネレーター
- ルーブル 最後の呪い

### れ
- レイヴレーサー（リッジレーサーシリーズ）
- レイシアン〜真実を求めて〜
- レイジレーサー（リッジレーサーシリーズ）
- RAVEシリーズ
- レイフォースシリーズ
  - レイストーム
  - レイクライシス
- レイディアントシルバーガン
- Railfan
- レインボーアイランド（バブルボブルシリーズ）
- Rainbow Sixシリーズ
- レガイア伝説
- レジェンズ
- レジェンド オブ ドラグーン
- Rez
- レッキングクルー
- 烈火の炎シリーズ
- レゴ・スタントラリー
- レミングス
- レナスシリーズ
  - レナス 古代機械の記憶
  - レナスII 封印の使徒

### ろ
- ロイヤルブラッド
- ローグ
- ローグギャラクシー
- ロード・オブ・ザ・リングシリーズ
  - ロード・オブ・ザ・リング/二つの塔
  - ロード・オブ・ザ・リング/王の帰還
- RoadRUSHシリーズ
- ロードランナーシリーズ
  - チャンピオンシップロードランナー
- ローラーコースタータイクーンシリーズ
- ローリングサンダー
- ロストオデッセイ
- ロスト プラネット エクストリーム コンディション
- Lost Memory
- ロストワールド
- ロックネス
- ロックマンシリーズ
  - ロックマン
  - ロックマン2 Dr.ワイリーの謎
  - ロックマン3 Dr.ワイリーの最期!?
  - ロックマン4 新たなる野望!!
  - ロックマン5 ブルースの罠!?
  - ロックマン6 史上最大の戦い!!
  - ロックマン7 宿命の対決!
  - ロックマン8 メタルヒーローズ
  - ロックマン&フォルテ
  - ロックマンロックマン
  - ロックマンメガワールド
  - ロックマン&フォルテ 未来からの挑戦者
  - ロックマン9 野望の復活!!
  - ロックマン10 宇宙からの脅威!!
  - ロックマン11 運命の歯車!!
- ロックマンXシリーズ
  - ロックマンX
  - ロックマンX2
  - ロックマンX3
  - ロックマンX4
  - ロックマンX5
  - ロックマンX6
  - ロックマンX7
  - ロックマンX8
  - ロックマンX サイバーミッション
  - ロックマンX2 ソウルイレイザー
  - ロックマンX COMMAND MISSION
  - イレギュラーハンターX
- ロックマンDASHシリーズ
- ロックマンエグゼシリーズ
  - バトルネットワーク ロックマンエグゼ
  - バトルネットワーク ロックマンエグゼ2
  - バトルネットワーク ロックマンエグゼ3
  - ロックマンエグゼ4
  - ロックマンエグゼ4.5 リアルオペレーション
  - ロックマンエグゼ5
  - ロックマンエグゼ5DS ツインリーダーズ
  - ロックマンエグゼ6
  - ロックマンエグゼ トランスミッション
- ロックマンゼロシリーズ
- ロックマンゼクス
- 流星のロックマン
- ロットロット
- ロボッツ
- ロボットポンコッツ
- ロマンシア
- 輪舞-ロンド-（魔神転生シリーズ）

## わ行

### わ
- ワープマン
- ワールドアドバンスド大戦略 〜鋼鉄の戦風〜（大戦略シリーズ）
- ワールドコンバット
- World of Warcraft
- ワールドサッカーウイニングイレブン（ウイニングイレブンシリーズ）
- ワールド・デストラクション
- ワールド・ネバーランドシリーズ
- ワールドヒーローズ
- ワイバーンF-0
- ワイルドアームズシリーズ
- ワイルドカード
- ワイルドトラックス
- WHAT THE GOLF?
- ワギャンランド
- ワリオの森
- ワリオランドシリーズ
- ワリオワールド
- ワルキューレの冒険 時の鍵伝説
  - ワルキューレの伝説
- ワンダと巨像
- ワンダープロジェクトJ 機械の少年ピーノ
  - ワンダープロジェクトJ2 コルロの森のジョゼット
- ワンダーモモ
- ONE PIECEシリーズ